# Matteo Fornasier
Matteo Fornasier (* 10. Dezember 1977 in Turin) ist ein deutscher Rechtswissenschaftler.

## Leben
Von 1997 bis 2003 studierte er Rechtswissenschaft an der Universität München und an der London School of Economics and Political Science; Förderung nach dem Bayerischen Begabtenförderungsgesetz und durch die Studienstiftung des deutschen Volkes. Von 2003 bis 2006 war er wissenschaftlicher Mitarbeiter in München bei Claus-Wilhelm Canaris. Von 2003 bis 2005 absolvierte er das Referendariat am OLG München mit Auslandsstation in Hongkong. Von 2006 bis 2007 absolvierte er ein Masterstudium an der Yale Law School; Förderung durch den Deutschen Akademischen Austauschdienst. Von 2008 bis 2017 war er zunächst Assistent, später wissenschaftlicher Referent am Max-Planck-Institut für ausländisches und internationales Privatrecht bei Jürgen Basedow; Lehraufträge an der Bucerius Law School und an der Universität Hamburg; Gastdozenturen an der Adam-Mickiewicz-Universität Posen und an der China-EU School of Law in Peking. 2010 erhielt er die Zulassung zum Attorney-at-Law in New York. Nach der Promotion 2011 an der Universität München und der Habilitation 2016 an der Universität Hamburg; venia legendi für Bürgerliches Recht, Arbeitsrecht, Internationales Privat- und Verfahrensrecht sowie Rechtsvergleichung vertrat er von 2017 bis 2019 Lehrstühle an den Universitäten Heidelberg, Augsburg, Gießen und Greifswald. Von 2019 bis 2020 lehrte er als Universitätsprofessor für Bürgerliches Recht und Arbeitsrecht an der Universität Greifswald. Seit 2020 hat er einen Lehrstuhl an der Ruhr-Universität Bochum inne.
Seine Forschungsschwerpunkte sind bürgerliches Recht, Internationales Privat- und Verfahrensrecht, Arbeitsrecht, Rechtsvergleichung.

## Schriften (Auswahl)
- Freier Markt und zwingendes Vertragsrecht. Zugleich ein Beitrag zum Recht der Allgemeinen Geschäftsbedingungen. Berlin 2013, ISBN 3-428-13852-X.
- als Herausgeber mit Jürgen Basedow, Chen Su und Ulla Liukkunen: Employee participation and collective bargaining in Europe and China. Tübingen 2016, ISBN 978-3-16-154406-4.